# Dr. Strangelove
Dr. Strangelove sau cum am învățat să nu-mi fac griji și să iubesc bomba (titlu original:  Dr. Strangelove or: How I Learned to Stop Worrying and Love the Bomb), cunoscut în mod obișnuit ca Dr. Strangelove, este un film realizat în alb-negru în anul 1964 în regia reputatului Stanley Kubrick, având în rolurile principale pe Peter Sellers, George C. Scott, Sterling Hayden, Keenan Wynn și Slim Pickens. Dr. Strangelove satirizează Războiul Rece și armele nucleare.

## Acțiunea
Narațiunea are în centrul său un general al United States Air Force (Forțele aeriene ale statelor Unite) instabil psihic care ordonă un prim atac nuclear asupra Uniunii Sovietice, în timp ce Președintele Statelor Unite, consilierii săi militari, care alcătuiesc Joint Chiefs of Staff și un ofițer al Royal Air Force (RAF) încearcă să întoarcă bombardierele pentru a preveni o apocalipsă nucleară, în timp ce echipajul unui bombardier B-52 încercă să transporte la țintă încărcătura nucleară desemnată.

## Actorii
- Peter Sellers interpretează trei roluri:
  - Lionel Mandrake - un ofițer britanic, aflat într-un stagiu de schimb de experiență în baza americană condusă de generalul Ripper
  - Merkin Muffley - președintele american, pus în situația de a explica URSS că atacul nu reprezintă poziția Statelor Unite ale Americii
  - Dr. Strangelove - expertul german în scaunul cu rotile și fost nazist, care are probleme să își controleze mâna dreaptă
- George C. Scott - generalul Buck Turgidson, care nu are încredere în ambasadorul sovietic
- Sterling Hayden - generalul Jack D. Ripper, care ordonă atacul asupra Uniunii sovietice. Are ieșiri paranoice și naționaliste. Numele sugerează ucigașul londonez în serie din secolul al XIX-lea, Jack Spintecătorul (Jack the Ripper).
- Keenan Wynn - colonelul "Bat" Guano, ofițerul american care îi găsește pe Mandrake și Ripper (împușcat).
- Slim Pickens - maiorul T. J. Kong, pilotul și comandantul bombardierului B-52
- Peter Bull - ambasadorul sovietic Alexei de Sadeski
- James Earl Jones - locotenentul Lothar Zogg
- Tracy Reed - domnișoara Scott, secretara și amanta generalului Turgidson, singurul personaj feminin din film.
- Shane Rimmer as căpitanul "Ace" Owens, copilotul avionului B-52

## Importanță
În 1989, Biblioteca Congresului Statelor Unite (în original, United States Library of Congress) a catalogat filmul ca fiind important din punct de vedere cultural și l-a selectat pentru a fi protejat în National Film Registry.

## Vezi și
- Listă de filme despre Războiul Rece